# Igor Ivanović (calciatore 1990)
Igor Ivanović (in serbo Игор Ивановић?; Podgorica, 9 settembre 1990) è un calciatore montenegrino, attaccante del Budućnost.

## Carriera

### Club
Ha giocato nella prima divisione dei campionati montenegrino (di cui nella stagione 2017-2018 è anche stato capocannoniere), serbo ed azero.

### Nazionale
Ha giocato nella nazionale montenegrina Under-21.
Nel 2020 ha esordito in nazionale maggiore.

## Palmarès

### Club

#### Competizioni nazionali
- Campionato montenegrino: 3

Budućnost: 2019-2020, 2020-2021, 2024-2025
- Coppa del Montenegro: 2

Budućnost: 2020-2021, 2023-2024

### Individuale
- Capocannoniere del campionato montenegrino: 1

2017-2018 (14 reti)